# Błędno (województwo pomorskie)
Błędno (kaszb. Błãdnò) – osada leśna kociewska w Polsce, położona w województwie pomorskim, w powiecie starogardzkim, w gminie Osiek na obszarze Borów Tucholskich nad Wdą.
W latach 1975–1998 miejscowość administracyjnie należała do województwa gdańskiego.
26-27 października 1944 stoczono tu największą w Borach Tucholskich bitwę partyzancką. Siły niemieckie okrążyły znajdujące się między Starą Rzeką a Błędnem połączone oddziały AK oraz polskie i radzieckie grupy desantowe. Po dwukrotnych nieudanych próbach przełamania okrążenia, w trzeciej próbie partyzanci pod dowództwem "Graba" (por. Alojzego Bruskiego) w śmiałym kontrataku przerwali kordon obławy niemieckiej.